# Владимир Василькович
Владимир Василькович (в крещении Иван, 1249/1250 — 10 декабря 1288) — сын Василька Романовича, князь Волынский.

## Биография
После занятия отцовского стола (1269) Владимир вёл борьбу с ятвягами, сначала один, потом при содействии своих двоюродных братьев Даниловичей. Эта борьба вспыхнула еще раз в 1273—74 годах и окончилась «победою и честью великою». Когда в 1279 году, во время голода, ятвяги просили его: «не помори нас, но перекорми» — он им продал жито. Татары вынудили его совершить ряд походов (1277 — на Литву, 1283 и 1286 — на Польшу; в венгерский поход 1285 года Владимир не пошёл только потому что «зане бысть хром»).
В 1276—1288 годах по инициативе Владимира Васильковича «градорубом» Олексой для защиты от литовцев был поставлен город Каменец и построена Каменецкая башня.
Летопись характеризует его как книголюба и широко образованного человека: он «глаголаше ясно от книг, зане бысть философ велик» (Летопись Ипатьевская под 1288 г.)
Не имея потомства, Владимир завещал «землю свою всю и города» Луцкому князю Мстиславу Даниловичу. Сохранившиеся, вероятно, не целиком, в летописном тексте, две грамоты Владимира являются древнейшим образцом княжеских духовных. Владимир умер в конце 1288 года.